# Gallenröhrlinge
|  | Dieser Artikel wurde aufgrund von formalen oder inhaltlichen Mängeln in der Qualitätssicherung Biologie im Abschnitt „Mykologie“ zur Verbesserung eingetragen. Dies geschieht, um die Qualität der Biologie-Artikel auf ein akzeptables Niveau zu bringen. Bitte hilf mit, diesen Artikel zu verbessern! Artikel, die nicht signifikant verbessert werden, können gegebenenfalls gelöscht werden. Lies dazu auch die näheren Informationen in den Mindestanforderungen an Biologie-Artikel. Begründung: Spärlich, Merkmalsbeschreibung fehlt |

Die Gallenröhrlinge (Tylopilus) sind eine Pilzgattung aus der Familie der Dickröhrlingsverwandten. In Mitteleuropa kommt nur eine Art vor, der Gemeine Gallenröhrling (T. felleus), und die mild schmeckende Varietät alutarius, der Milde Gallenröhrling. Die Vertreter der Gattung gelten als ungenießbar. Früher zählten die Gallenröhrlinge zur Gattung der Dickröhrlinge (Boletus).

## Merkmale
Bis auf die weißlichen Röhren, die im Alter sehr schnell rosa sind, das sehr weitgezeichnete Netz am Stiel und den sehr bitteren Geschmack des Fleisches besitzen die Gallenröhrlinge die meisten Merkmale der Dickröhrlinge.

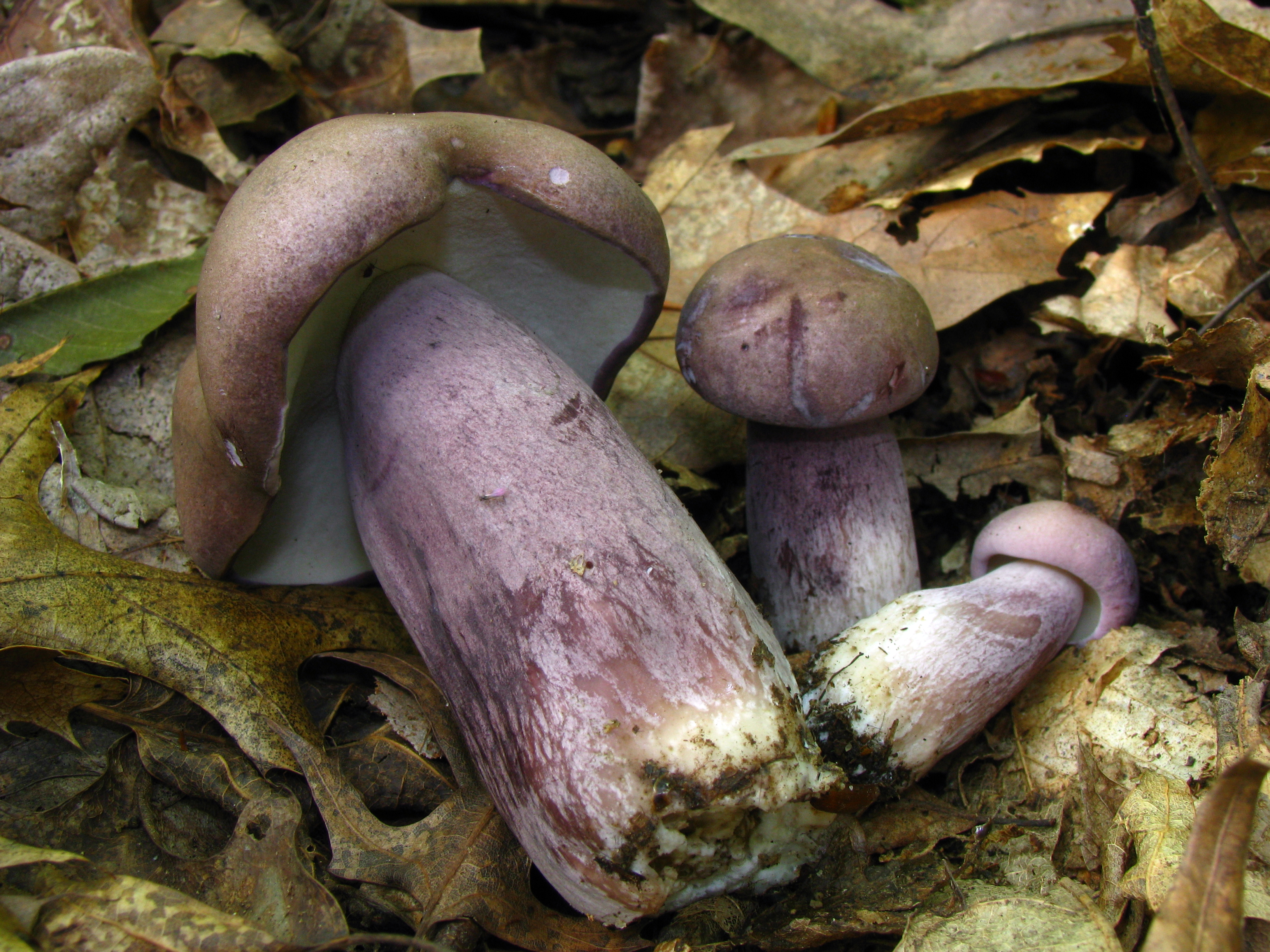
Tylopilus plumbeoviolaceus
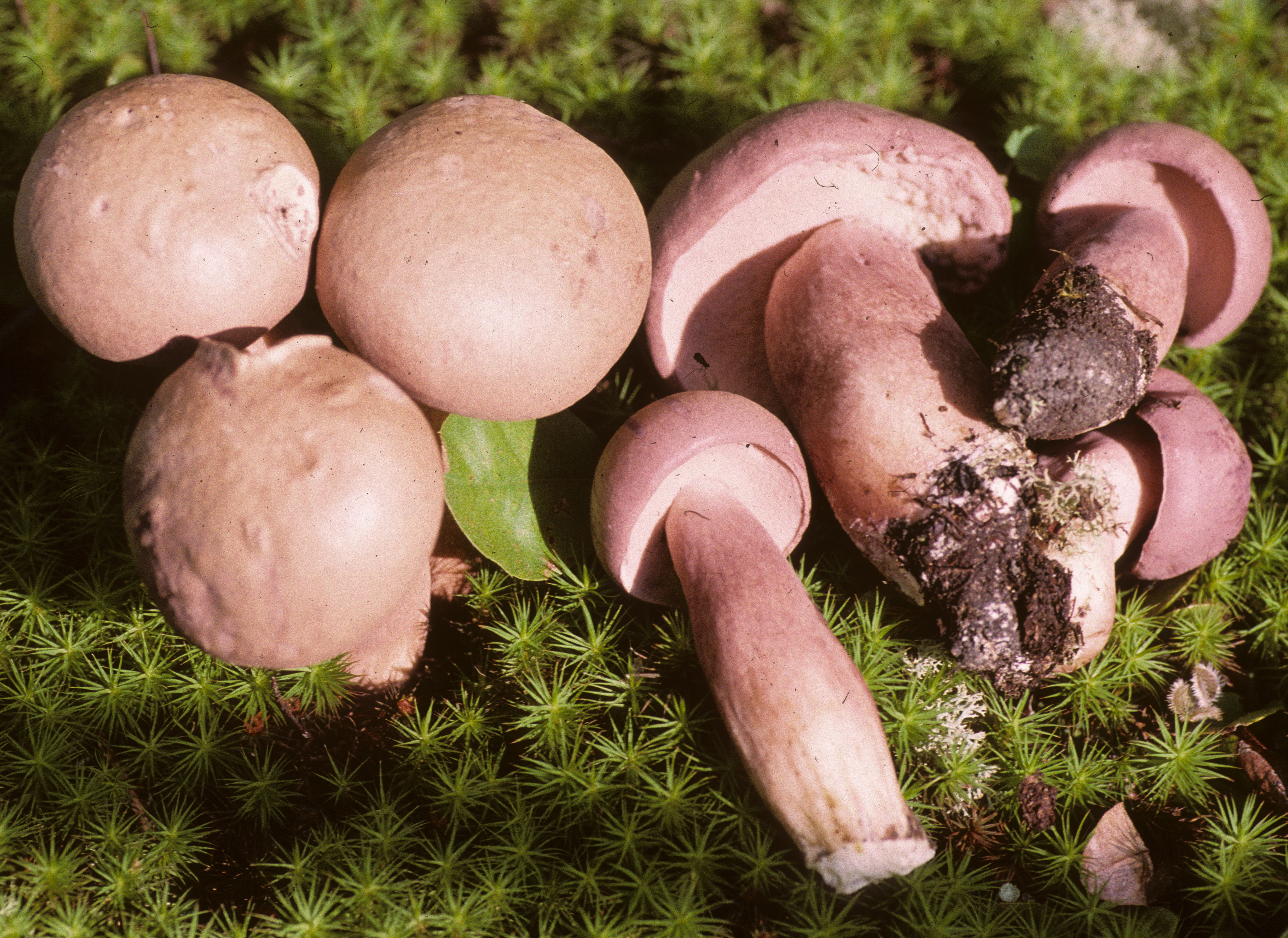
Tylopilus violatinctus

## Ökologie
Die Gallenröhrlinge sind in der gemäßigten Zone verbreitet, Mykorrhizapartner von Nadelbäumen und bevorzugen eindeutig saure, nährstoffarme Böden (Sumpfe, Moore, Heide). In Laubwäldern werden die Gallenröhrlinge auch angetroffen, vor allem an und auf morschen Baumstümpfen.

## Bedeutung
Die Gallenröhrlinge gelten als ungenießbar. Schon ein einziger Fruchtkörper kann wegen der Bitterkeit eine komplette Mahlzeit völlig verderben. Auch sind Magen- und Darmbeschwerden nicht auszuschließen.